# Jørgen Sestoft
Jørgen Sestoft (født 30. september 1934 i København, død 31. august 1996) var en dansk arkitekt, professor og arkitekturhistorisk forfatter, lic.arch.
Han var søn af tandlæge Thorkil Sestoft (død 1965) og tandlæge Ingeborg Laursen og blev matematisk student fra Sorø Akademi 1953. Han blev uddannet på Kunstakademiets Arkitektskole, hvorfra han tog afgang som arkitekt 1958, gennemgik militærtjeneste 1958-60 og var dernæst ansat i private arkitektvirksomheder fra 1960 til 1967. Sestoft var skribent ved Arkitekten og Arkitektur fra 1964 (medlem af redaktionsudvalget 1981), adjunkt ved Kunstakademiets Arkitektskole 1967-70, lærer ved samme fra 1970 og blev i 1973 lektor ved Arkitektskolen i Aarhus. I 1976 fortsatte han i et lektorat ved Kunstakademiets Arkitektskole og blev i 1989 professor ved samme og var prorektor fra 1986 til 1990.
Sestoft var medlem af Statens Humanistiske Forskningsråd 1988-95, af bestyrelsen for KABs Almennyttige Legat 1988-92, Kunstnerkollegiet 1986-92, af bestyrelsen for Selskabet for Arkitekturhistorie 1983, Foreningen til Gamle Bygningers Bevaring 1979-88 og Selskabet til Bevaring af Industrimiljøer 1979-87. Han var bidragyder til fjerde udgave af Weilbachs Kunstnerleksikon, var især optaget af industrisamfundets danske arkitektur og har bl.a. skrevet Danmarks Arkitektur: Arbejdets bygninger (Gyldendal 1979 og 1985).
Han blev gift 23. januar 1960 med arkitekt Kirsten Svenningsen (1936-1990). Ægteskabet blev siden opløst.
Jørgen Sestoft er begravet på Gentofte Kirkegård.